# Пименова Ніна Василівна
Ніна Василівна Пименова (нар. 15 (27) грудня 1888, Пултуськ — пом. 14 квітня 1941, Київ) — українська геолог і палеоботанік, доктор геолого-мінералогічних наук (з 1941 року).

## Біографія
Народиласть 15 (27 грудня) 1888 року в місті Пултуську (Польща). В 1910 році закінчила Вищі жіночі природничі курси в Петербурзі. Викладала природознавство і географію у середніх навчальних закладах Варшави (1911–1914), Москви (1914–1919), Києва (1920–1923). З 1924 року — наукова співробітниця кафедри геології АН УРСР, з 1926 року — Інституту геологічних наук АН УРСР. Одночасно викладала палеонтологію в Київському університеті.
Померла 14 квітня 1941 року. Похована в Києві на Лук'янівському цвинтарі (ділянка № 15, ряд 7, місце 29).

## Праці
Основні праці з питань викопної флори і стратиграфії верхньо-крейдових, палеогенових і неогенових відкладів України.